# Solární nabíjení
Solární nabíjení je proces nabíjení využívající sluneční energii. Solární energie je obnovitelným zdrojem, díky kterému můžeme zužitkovat energii šetrnějším způsobem k naší planetě.

## Historie
Solární energii se lidstvo snažilo využívat již v dávné historii na základě jednoduchých principů, a to například koncentrováním paprsků do určitého místa za pomocí skla či odrazných desek, avšak s dnešním technologickým vývojem je to zcela nesrovnatelné.   Již v roce 1883 Charles Fritts vynalezl první fotovoltaický článek používající selenové destičky, což bylo velkým zlomem v oblasti využití solární energie. V roce 1954 byly vynalezeny solární články v Bellových laboratořích v USA tak, jak je známe dnes. 

## Princip
Pro využití solárního nabíjení v praxi je stěžejní solární panel, který se skládá z křemíkových článků. Vzájemným působením křemíkového článku a slunečního záření dochází k pohlcování fotonů a uvolňování elektronů, což umožňuje přetvořit sluneční energii na elektrickou energii. Aby mohl solární panel správně fungovat, tak se tyto články pospojují dohromady a čím více jich je, tím má panel větší plochu. Aby byl solární panel zcela funkční, tak vrchní strana článků je pokryta sklem a spodní strana fólií s hliníkovou mezivrstvou, díky čemuž je panel bezpečně chráněn proti vnějším nežádoucím vlivům.

## Výhody využití
Solární nabíjení se využívá jak statickou, tak přenosnou formou. Co se týká statické formy, tak tento způsob získávání elektřiny využívají lidé, kteří vlastní například pasivní dům a chtějí být nezávislí na jakémkoliv hromadném zdroji. Z hlediska přenosné formy, tedy tzv. solárních powerbank, je to výhodné pro kohokoliv, kdo ví, že nebude mít více dnů přístup k elektřině a klasická přenosná nabíječka by mu nevystačila. Solární nabíjení je kompaktní a praktický způsob, jak mít jistotu, že elektrická zařízení budou stále k dispozici, šetří nejen peníze, ale také životní prostředí.  